# Liste der Baudenkmale in Uslar
In der Liste der Baudenkmale in Uslar sind Baudenkmale der niedersächsischen Gemeinde Uslar im Landkreis Northeim aufgelistet. Die Quelle der Baudenkmale ist der Denkmalatlas Niedersachsen. Der Stand der Liste ist der 8. November 2020.

## Allgemein
In den Spalten befinden sich folgende Informationen:
- Lage: die Adresse des Baudenkmales und die geographischen Koordinaten. Kartenansicht, um Koordinaten zu setzen. In der Kartenansicht sind Baudenkmale ohne Koordinaten mit einem roten Marker dargestellt und können in der Karte gesetzt werden. Baudenkmale ohne Bild sind mit einem blauen Marker gekennzeichnet, Baudenkmale mit Bild mit einem grünen Marker.
- Bezeichnung: Bezeichnung des Baudenkmales
- Beschreibung: die Beschreibung des Baudenkmales. Unter § 3 Abs. 2 NDSchG werden Einzeldenkmale und unter § 3 Abs. 3 NDSchG Gruppen baulicher Anlagen und deren Bestandteile ausgewiesen.
- ID: die Objekt-ID des Baudenkmales
- Bild: ein Bild des Baudenkmales, ggf. zusätzlich mit einem Link zu weiteren Fotos des Baudenkmals im Medienarchiv Wikimedia Commons. Wenn man auf das Kamerasymbol klickt, können Fotos zu Baudenkmalen aus dieser Liste hochgeladen werden:

## Baudenkmale in den Ortsteilen

### Ahlbershausen

#### Einzelbaudenkmale
| Lage                                       | Bezeichnung | Beschreibung | ID       | Bild |
| ------------------------------------------ | ----------- | --- | -------- | ---- |
| Obere Straße 1 51° 36′ 52″ N, 9° 38′ 57″ O | Kapelle     | Die Kapelle wurde im Jahre 1893 erbaut. Es ist eine Fachwerkkapelle, ähnlich anderer Kapellen im Umkreis von Uslar. | 33711530 |      |

### Allershausen

#### Gruppe: Dorfstraße 1
Die Gruppe Dorfstraße 1 hat die ID 33541386.

| Lage                                      | Bezeichnung | Beschreibung | ID       | Bild |
| ----------------------------------------- | ----------- | ------------ | -------- | ---- |
| Dorfstraße 1a 51° 39′ 10″ N, 9° 39′ 11″ O | Wohnhaus    |              | 33721703 | BW   |
| Dorfstraße 1 51° 39′ 10″ N, 9° 39′ 10″ O  | Scheune     |              | 33721723 | BW   |
| 51° 39′ 9″ N, 9° 39′ 10″ O                | Stall       |              | 3721743  | BW   |

#### Einzeldenkmale
| Lage                                          | Bezeichnung              | Beschreibung | ID       | Bild |
| --------------------------------------------- | ------------------------ | --- | -------- | ---- |
| Dorfstraße 7 51° 39′ 7″ N, 9° 39′ 11″ O       | Kapelle                  | Die Kapelle wurde 1771 erbaut. Es ist eine Fachwerkkapelle mit einem Dachreiter. | 33721764 |      |
| Dorfstraße 12A 51° 39′ 5″ N, 9° 39′ 7″ O      | Wohn-/Wirtschaftsgebäude | | 33721816 | BW   |
| Ziegeleistraße 6 51° 39′ 5″ N, 9° 39′ 12″ O   | Wohn-/Wirtschaftsgebäude | | 33726005 | BW   |
| Ziegeleistraße 12 51° 39′ 9″ N, 9° 39′ 23″ O  | Ziegelei                 | In der Gegend von Allershausen gibt es Tonvorkommen. So wurde bereits um 1600 hier Ziegel gebrannt. 1887 wurde dann die Dampfziegelei Korte errichtet, sie bestand noch nach dem Ersten Weltkrieg. Inzwischen ist sie stillgelegt, der Ringofen existiert aber noch. | 33726025 |      |
| Göttinger Straße 15 51° 39′ 2″ N, 9° 39′ 7″ O | Wohnhaus                 | | 33721994 | BW   |

### Bollensen
Bollensen wurde um 1020 als Bullanhusun das erste Mal erwähnt. Der Ort liegt an einer alten Heerstraße von der Weser- in das Leinetal, diese Heerstraße entspricht im Wesentlichen der heutigen B 241. Die Höfe des Ortes lagen an der Hauptstraße, der heutigen Bundesstraße. Dadurch ergibt sich ein relativ geschlossenes Dorfbild alter Höfe.

#### Gruppe: Bundesstraße 1, 3
Die Gruppe „Bundesstraße 1, 3“ hat die ID 26969447.

| Lage                                          | Bezeichnung              | Beschreibung | ID       | Bild |
| --------------------------------------------- | ------------------------ | ------------ | -------- | ---- |
| Bundesstraße 1, 3 51° 39′ 11″ N, 9° 40′ 55″ O | Wohnhaus                 |              | 33717132 |      |
| Bundesstraße 1, 3 51° 39′ 10″ N, 9° 40′ 57″ O | Scheune                  |              | 33717150 | BW   |
| Bundesstraße 1, 3 51° 39′ 10″ N, 9° 40′ 56″ O | Wohn-/Wirtschaftsgebäude |              | 33717110 | BW   |

#### Gruppe: Hofanlage Bundesstraße 2
Die Gruppe „Hofanlage Bundesstraße 2“ hat die ID 33537945.

| Lage                                       | Bezeichnung              | Beschreibung | ID       | Bild |
| ------------------------------------------ | ------------------------ | ------------ | -------- | ---- |
| Bundesstraße 2 51° 39′ 14″ N, 9° 40′ 55″ O | Wohn-/Wirtschaftsgebäude |              | 33717184 |      |
| Bundesstraße 2 51° 39′ 14″ N, 9° 40′ 57″ O | Scheune                  |              | 33717206 | BW   |

#### Gruppe: Bundesstraße 8/10
Die Gruppe „Bundesstraße 8/10“ hat die ID 33537958.

| Lage                                          | Bezeichnung              | Beschreibung | ID       | Bild |
| --------------------------------------------- | ------------------------ | ------------ | -------- | ---- |
| Bundesstraße 8/10 51° 39′ 16″ N, 9° 40′ 52″ O | Wohn-/Wirtschaftsgebäude |              | 33717456 | BW   |
| Bundesstraße 8/10 51° 39′ 16″ N, 9° 40′ 53″ O | Scheune                  |              | 33717383 | BW   |

#### Gruppe: Bundesstraße 12/14
Die Gruppe „Bundesstraße 12/14“ hat die ID 33537971.

| Lage                                           | Bezeichnung              | Beschreibung | ID       | Bild |
| ---------------------------------------------- | ------------------------ | ------------ | -------- | ---- |
| Bundesstraße 12/14 51° 39′ 17″ N, 9° 40′ 49″ O | Wohn-/Wirtschaftsgebäude |              | 33717552 | BW   |
| Bundesstraße 12/14 51° 39′ 17″ N, 9° 40′ 50″ O | Scheune                  |              | 33717574 | BW   |
| Bundesstraße 12/14 51° 39′ 17″ N, 9° 40′ 51″ O | Keller/Speichergebäude   |              | 33717592 | BW   |
| Bundesstraße 12/14 51° 39′ 16″ N, 9° 40′ 50″ O | Wohn-/Wirtschaftsgebäude |              | 33717530 | BW   |

#### Gruppe: Bundesstraße 15
Die Gruppe „Bundesstraße 15“ hat die ID 33537984.

| Lage                                        | Bezeichnung              | Beschreibung | ID       | Bild |
| ------------------------------------------- | ------------------------ | ------------ | -------- | ---- |
| Bundesstraße 15 51° 39′ 15″ N, 9° 40′ 49″ O | Wohn-/Wirtschaftsgebäude |              | 33717644 |      |
| Bundesstraße 15 51° 39′ 15″ N, 9° 40′ 48″ O | Wohn-/Wirtschaftsgebäude |              | 33717662 | BW   |
| Bundesstraße 15 51° 39′ 15″ N, 9° 40′ 48″ O | Scheune                  |              | 33717680 | BW   |

#### Gruppe: Bundesstraße 25, 27
Die Gruppe „Bundesstraße 25, 27“ hat die ID 33538023.

| Lage                                           | Bezeichnung              | Beschreibung | ID       | Bild |
| ---------------------------------------------- | ------------------------ | --- | -------- | ---- |
| Bundesstraße 21/23 51° 39′ 15″ N, 9° 40′ 45″ O | Wohn-/Wirtschaftsgebäude | Quererschlossenes, zweigeschossiges Fachwerkgebäude mit hoher Toreinfahrt zwischen Wohn- und Wirtschaftsteil und niedrigerer Ausfahrt auf der gegenüberliegenden Seite. Unter den jüngeren Fachwerkgebäuden ohne Vorkragung zählt das Gebäude zu den am besten erhaltenen, erbaut wurde es im Jahr 1848. | 33717698 |      |
| Bundesstraße 25 51° 39′ 16″ N, 9° 40′ 44″ O    | Wohn-/Wirtschaftsgebäude | | 33717768 |      |
| Bundesstraße 31 51° 39′ 17″ N, 9° 40′ 41″ O    | Wohn-/Wirtschaftsgebäude | | 33717862 |      |
| Bundesstraße 31 51° 39′ 18″ N, 9° 40′ 41″ O    | Scheune                  | | 33717880 | BW   |

#### Gruppe: Kirchweg 4, 6
Die Gruppe „Kirchweg 4, 6“ hat die ID 33538100.

| Lage                                   | Bezeichnung              | Beschreibung | ID       | Bild |
| -------------------------------------- | ------------------------ | --- | -------- | ---- |
| Kirchweg 4 51° 39′ 13″ N, 9° 40′ 52″ O | Wohnhaus                 | | 33718139 | BW   |
| Kirchweg 6 51° 39′ 13″ N, 9° 40′ 52″ O | Wohn-/Wirtschaftsgebäude | Das Haus wurde um 1700 oder etwas später erbaut, der Wirtschaftsteil wurde später erbaut. Es ist ein zweigeschossiger Ständerbau. | 33718121 |      |

#### Einzelbaudenkmale
| Lage                                            | Bezeichnung              | Beschreibung | ID       | Bild |
| ----------------------------------------------- | ------------------------ | --- | -------- | ---- |
| An der Kirche 51° 39′ 11″ N, 9° 40′ 49″ O       | Pfarrkirche              | Der Vorgängerbau wurde 1882 abgebrochen, und durch die heutige Kirche ersetzt. Der Entwurf stammt von Conrad Wilhelm Hase. Es ist ein Saalbau mit einem Westturm aus Sandstein, der aus dem Solling kommt. | 33717088 |      |
| Bundesstraße 11 51° 39′ 15″ N, 9° 40′ 44″ O     | Wohn-/Wirtschaftsgebäude | | 33717492 |      |
| Kesselbergstraße 11 51° 39′ 20″ N, 9° 40′ 50″ O | Wohn-/Wirtschaftsgebäude | Das Gebäude wurde im Jahre 1854 erbaut. | 33717964 |      |
| Kesselbergstraße 12 51° 39′ 21″ N, 9° 40′ 47″ O | Mühle                    | Eine Wassermühle (Bollenser Mühle) gibt es hier seit 1587. Im Jahre 1762 brannte die Mühle ab, wurde aber wieder aufgebaut. Die technische Einrichtung ist nicht mehr erhalten.                            | 33718000 |      |
| Kesselbergstraße 12 51° 39′ 19″ N, 9° 40′ 49″ O | Scheunenanbau            | | 33718240 | BW   |

### Delliehausen

#### Gruppe: Grimmerfelder Str. 7–15
Die Gruppe „Grimmerfelder Str. 7-15“ hat die ID 33541423.

| Lage                                               | Bezeichnung              | Beschreibung | ID       | Bild |
| -------------------------------------------------- | ------------------------ | ------------ | -------- | ---- |
| Grimmerfelder Straße 7 51° 41′ 2″ N, 9° 44′ 37″ O  | Wohn-/Wirtschaftsgebäude |              | 33711585 | BW   |
| Grimmerfelder Straße 9 51° 41′ 3″ N, 9° 44′ 37″ O  | Wohnhaus                 |              | 33711607 | BW   |
| Grimmerfelder Straße 11 51° 41′ 4″ N, 9° 44′ 37″ O | Wohn-/Wirtschaftsgebäude |              | 33711625 | BW   |

#### Gruppe: Mühle Rehbachstr. 1
Die Gruppe „Mühle Rehbachstr. 1“ hat die ID 33541437.

| Lage                                       | Bezeichnung   | Beschreibung | ID       | Bild |
| ------------------------------------------ | ------------- | ------------ | -------- | ---- |
| Rehbachstraße 1 51° 41′ 3″ N, 9° 44′ 37″ O | Mühlengebäude |              | 33711816 | BW   |
| Rehbachstraße 1 51° 41′ 4″ N, 9° 44′ 39″ O | Scheune       |              | 33711834 | BW   |
| Rehbachstraße 1 51° 41′ 4″ N, 9° 44′ 39″ O | Stall         |              | 33711852 | BW   |

#### Einzelbaudenkmale
| Lage                                        | Bezeichnung              | Beschreibung                                                                                  | ID       | Bild |
| ------------------------------------------- | ------------------------ | --------------------------------------------------------------------------------------------- | -------- | ---- |
| Hajestraße 51° 41′ 1″ N, 9° 44′ 36″ O       | Kapelle                  | Die Kapelle wurde 1748 erbaut und 1904 umgebaut. Es ist ein Fachwerkbau mit einem Dachreiter. | 33711659 |      |
| Hajestraße 8 51° 41′ 1″ N, 9° 44′ 29″ O     | Scheune                  |                                                                                               | 33711727 | BW   |
| Rehbachstraße 7 51° 41′ 4″ N, 9° 44′ 39″ O  | Wohn-/Wirtschaftsgebäude |                                                                                               | 33711870 | BW   |
| Rehbachstraße 15 51° 41′ 0″ N, 9° 44′ 39″ O | Wohn-/Wirtschaftsgebäude |                                                                                               | 33711890 | BW   |

### Dinkelhausen

#### Gruppe: Bergstr. 29, 31
Die Gruppe „Bergstr. 29, 31“ hat die ID 33541450.

| Lage                                     | Bezeichnung              | Beschreibung | ID       | Bild |
| ---------------------------------------- | ------------------------ | ------------ | -------- | ---- |
| Bergstraße 29 51° 40′ 0″ N, 9° 40′ 51″ O | Wohnhaus                 |              | 33718550 | BW   |
| Bergstraße 31 51° 40′ 0″ N, 9° 40′ 52″ O | Wohn-/Wirtschaftsgebäude |              | 33718568 | BW   |

#### Einzelbaudenkmale
| Lage                                             | Bezeichnung              | Beschreibung | ID       | Bild |
| ------------------------------------------------ | ------------------------ | --- | -------- | ---- |
| Bergstraße 1 51° 39′ 53″ N, 9° 40′ 44″ O         | Wohn-/Wirtschaftsgebäude | | 33718276 | BW   |
| Bergstraße 3 51° 39′ 54″ N, 9° 40′ 43″ O         | Wohn-/Wirtschaftsgebäude | Erbaut um 1800. Eines der wenigen Beispiele eines Längsdielenhauses im Randgebiet der Verbreitung der niederdeutschen Hausform | 33718296 | BW   |
| Bergstraße 19 51° 39′ 57″ N, 9° 40′ 43″ O        | Scheune                  | | 33718494 | BW   |
| Bergstraße 23 51° 39′ 58″ N, 9° 40′ 47″ O        | Wohn-/Wirtschaftsgebäude | | 33718530 | BW   |
| Gartenstraße 3 51° 39′ 58″ N, 9° 40′ 42″ O       | Wohnhaus                 | Das Haus ist wahrscheinlich das älteste Haus des Ortes. Es wurde um 1700 erbaut.                                               | 33718618 | BW   |
| Hauptstraße 19 51° 39′ 54″ N, 9° 40′ 42″ O       | Kapelle                  | Zweigeschossige Fachwerkkapelle mit Lehrerwohnung und Schulstube, erbaut 1743                                                  | 33718782 |      |
| Hauptstraße 46 51° 39′ 50″ N, 9° 40′ 46″ O       | Gasthaus                 | | 33719138 | BW   |
| Hauptstraße 46 51° 39′ 50″ N, 9° 40′ 44″ O       | Saalanbau                | | 33719423 | BW   |
| Malliehäger Straße 6 51° 39′ 57″ N, 9° 40′ 38″ O | Wohn-/Wirtschaftsgebäude | | 33719371 | BW   |

### Eschershausen
Eschershausen liegt etwa 2 Kilometer nördlich von Uslar an der Straße von Uslar nach Dassel. Das erste Mal erwähnt wurde Eschershausen im Jahre 1318.

#### Einzelbaudenkmale
| Lage                                     | Bezeichnung              | Beschreibung | ID       | Bild |
| ---------------------------------------- | ------------------------ | --- | -------- | ---- |
| Italstraße 14 51° 40′ 43″ N, 9° 38′ 9″ O | Gasthaus                 | Das Gebäude wurde 1813 erbaut. | 33711992 |      |
| Italstraße 15 51° 40′ 45″ N, 9° 38′ 8″ O | Wohn-/Wirtschaftsgebäude | Das Haus wurde 1875 erbaut. | 33712028 |      |
| Italstraße 17 51° 40′ 46″ N, 9° 38′ 8″ O | Nebengebäude             | Der Speicher des Hofes wurde in der zweiten Hälfte des 18. Jahrhunderts erbaut.                                                                                               | 33712048 |      |
| Kapellenweg 51° 40′ 36″ N, 9° 38′ 10″ O  | Kapelle                  | Die kleine rechteckige Fachwerkkapelle mit hohem oktogonalem Dachreiter wurde wohl in der zweiten Hälfte des 18. Jahrhunderts erbaut. Die Kapelle gehört zur Uslarer Pfarrei. | 33712119 |      |

### Fürstenhagen
Fürstenhagen befindet sich als Exklave außerhalb des Stadtgebietes Uslar. Es liegt zwischen den Landkreisen Göttingen und Kassel. Fürstenhagen wurde 1312 das erste Mal als Ort erwähnt.

#### Gruppe: Ahornallee 8
Die Gruppe „Ahornallee 8“ hat die ID 33538036.

| Lage                                     | Bezeichnung              | Beschreibung | ID       | Bild |
| ---------------------------------------- | ------------------------ | ------------ | -------- | ---- |
| Ahornallee 8 51° 34′ 26″ N, 9° 38′ 45″ O | Wohn-/Wirtschaftsgebäude |              | 33712273 | BW   |
| Ahornallee 8 51° 34′ 26″ N, 9° 38′ 46″ O | Rückgebäude              |              | 33716998 | BW   |

#### Einzelbaudenkmale
| Lage                                         | Bezeichnung              | Beschreibung | ID       | Bild |
| -------------------------------------------- | ------------------------ | --- | -------- | ---- |
| Ahornallee 51° 34′ 24″ N, 9° 38′ 45″ O       | Kirche                   | Der Westteil aus Bruchsteinmauerwerk geht auf das 13. Jahrhundert zurück und wurde ursprünglich als Wehrturm mit fast quadratischem Grundriss errichtet. 1563 wurde Fürstenhagen Kirchengemeinde, die Kirche erhielt daraufhin im Osten eine Fachwerkerweiterung. Der Umbau zur heutigen Gestalt erfolgte nach Zerstörungen im Dreißigjährigen Krieg. | 33712426 |      |
| Ahornallee 3 51° 34′ 22″ N, 9° 38′ 45″ O     | Wohnhaus                 | Das Pfarrhaus wurde 1836 erbaut. | 33712219 | BW   |
| Ahornallee 6 51° 34′ 25″ N, 9° 38′ 45″ O     | Wohn-/Wirtschaftsgebäude | | 33712238 | BW   |
| Ahornallee 25 51° 34′ 32″ N, 9° 38′ 44″ O    | Wohn-/Wirtschaftsgebäude | | 33712358 | BW   |
| Heerbergstraße 3 51° 34′ 29″ N, 9° 38′ 49″ O | Wohn-/Wirtschaftsgebäude | | 33712462 | BW   |

### Gierswalde
Gierswalde liegt etwa 5 Kilometer östlich von Uslar an der alten Heerstraße von der Weser zur Leine, der heutigen B 241. Der Ort wird das erste Mal im Jahre 1465 erwähnt.

#### Gruppe: Wallstr. 5
Die Gruppe „Wallstr. 5“ hat die ID 33537721.

| Lage                                     | Bezeichnung              | Beschreibung | ID       | Bild |
| ---------------------------------------- | ------------------------ | ------------ | -------- | ---- |
| Wallstraße 5 51° 39′ 41″ N, 9° 42′ 43″ O | Stall                    |              | 33712810 | BW   |
| Wallstraße 5 51° 39′ 40″ N, 9° 42′ 43″ O | Wirtschaftsgebäude       |              | 33712792 | BW   |
| Wallstraße 5 51° 39′ 40″ N, 9° 42′ 44″ O | Wohn-/Wirtschaftsgebäude |              | 33712756 | BW   |
| Wallstraße 5 51° 39′ 40″ N, 9° 42′ 45″ O | Scheune                  |              | 33712774 | BW   |

#### Gruppe: Uferstr. 5 Hofanlage
Die Gruppe „Uferstr. 5 Hofanlage“ hat die ID 33541499.

| Lage                                     | Bezeichnung   | Beschreibung | ID       | Bild |
| ---------------------------------------- | ------------- | ------------ | -------- | ---- |
| Uferstraße 5 51° 39′ 45″ N, 9° 42′ 47″ O | Wohnhaus      |              | 33712648 | BW   |
| Uferstraße 5 51° 39′ 44″ N, 9° 42′ 47″ O | Scheune       |              | 33712684 | BW   |
| Uferstraße 5 51° 39′ 44″ N, 9° 42′ 47″ O | Hoffläche     |              | 42084582 | BW   |
| Uferstraße 5 51° 39′ 44″ N, 9° 42′ 49″ O | Stall/Scheune |              | 33712702 | BW   |

#### Einzelbaudenkmale
| Lage                                   | Bezeichnung | Beschreibung | ID       | Bild |
| -------------------------------------- | ----------- | --- | -------- | ---- |
| Wallstraße 51° 39′ 41″ N, 9° 42′ 47″ O | Kapelle     | Die Kapelle geht wohl auf das Jahr 1300 zurück. Sie ist aus einem Wehrbau entstanden, sechs schmale Fenster weisen auf den Charakter des Baues hin. Es ist ein Bruchsteinbau in der Form eines Turmes mit einem Walmdach und einem Dachreiter. Die Kapelle befindet sich in einem Überschwemmungsgebiet, so dass der Fußboden der Kapelle um 1,5 Meter aufgeschüttet wurde. Im Jahre 1785 wurde die Kapelle wesentlich umgebaut. | 33712720 |      |

### Kammerborn
Das erste Mal erwähnt wird Kammerborn im Jahre 1585. Kammerborn liegt im Tal der Ahle.

#### Gruppe: Inselstraße/Knickbornstraße
Die Gruppe „Inselstraße/Knickbornstraße“ hat die ID 33541291.

| Lage                                          | Bezeichnung              | Beschreibung                   | ID       | Bild |
| --------------------------------------------- | ------------------------ | ------------------------------ | -------- | ---- |
| Inselstraße 5 51° 40′ 35″ N, 9° 34′ 47″ O     | Wohn-/Wirtschaftsgebäude | Das Gebäude wurde 1808 erbaut. | 33712933 | BW   |
| Inselstraße 5 51° 40′ 36″ N, 9° 34′ 46″ O     | Backhaus                 |                                | 33712955 | BW   |
| Inselstraße 7 51° 40′ 36″ N, 9° 34′ 47″ O     | Wohn-/Wirtschaftsgebäude |                                | 33712991 | BW   |
| Knickbornstraße 5 51° 40′ 38″ N, 9° 34′ 49″ O | Wohn-/Wirtschaftsgebäude |                                | 33713032 | BW   |
| Knickbornstraße 6 51° 40′ 36″ N, 9° 34′ 47″ O | Wohn-/Wirtschaftsgebäude | Das Haus wurde 1814 erbaut.    | 33713050 | BW   |

#### Einzelbaudenkmale
| Lage                                            | Bezeichnung              | Beschreibung | ID       | Bild |
| ----------------------------------------------- | ------------------------ | --- | -------- | ---- |
| Knickbornstraße 1/3 51° 40′ 39″ N, 9° 34′ 46″ O | Wohn-/Wirtschaftsgebäude | Das Querdielenhaus wurde 1799 erbaut. | 33713208 | BW   |
| Sollingstraße 32 51° 40′ 34″ N, 9° 34′ 42″ O    | Wohn-/Wirtschaftsgebäude | Das Wohnwirtschaftsgebäude wurde in der Mitte des 16. Jahrhunderts erbaut. Es ist somit das wohl älteste Gebäude in Uslar. Es ist ein Dreiständerhaus. |          | BW   |

### Offensen
Offensen befindet sich südlich von Uslar. Anfang des 11. Jahrhunderts hieß der Ort „Uffenhausen“.

#### Gruppe: Kirchhof Offensen
Die Gruppe „Kirchhof Offensen“ hat die ID 33537734.

| Lage                                        | Bezeichnung | Beschreibung                                                                                                 | ID       | Bild |
| ------------------------------------------- | ----------- | --- | -------- | ---- |
| Glockenstraße 7 51° 35′ 35″ N, 9° 40′ 37″ O | Kirche      | Die Kirche „Heilige Drei Könige“ wurde als Wehrkirche um 1300 erbaut. Etwas später fügte man ein Chor hinzu. | 33713324 |      |
| Glockenstraße 7 51° 35′ 35″ N, 9° 40′ 36″ O | Pfarrhaus   | ehemalige Schule                                                                                             | 33713347 | BW   |

#### Einzelbaudenkmale
| Lage                                          | Bezeichnung     | Beschreibung | ID       | Bild |
| --------------------------------------------- | --------------- | ------------ | -------- | ---- |
| Lichtenbergstraße 51° 35′ 37″ N, 9° 40′ 24″ O | Schwülme-Brücke |              | 33713402 |      |

### Schlarpe

#### Gruppe: Bollertsmühle
Die Gruppe „Bollertsmühle“ hat die ID 33537747.

| Lage                                         | Bezeichnung              | Beschreibung                     | ID       | Bild |
| -------------------------------------------- | ------------------------ | -------------------------------- | -------- | ---- |
| Bollertsmühle 43 51° 39′ 35″ N, 9° 45′ 27″ O | Wohnhaus                 | Wohn- und Mühlenhaus erbaut 1839 | 33713706 |      |
| Bollertsmühle 1 51° 39′ 34″ N, 9° 45′ 28″ O  | Wohn-/Mühlengebäude      |                                  | 33713589 | BW   |
| Bollertsmühle 1 51° 39′ 34″ N, 9° 45′ 28″ O  | Wohn-/Wirtschaftsgebäude |                                  | 33713609 | BW   |
| Bollertsmühle 1 51° 39′ 33″ N, 9° 45′ 29″ O  | Remisengebäude           |                                  | 33713632 | BW   |

#### Einzelbaudenkmale
| Lage                                         | Bezeichnung     | Beschreibung | ID       | Bild |
| -------------------------------------------- | --------------- | --- | -------- | ---- |
| Bollertsmühle 51° 39′ 31″ N, 9° 45′ 23″ O    | Eisenbahnbrücke | In den Bahndamm der DB Strecke 2975, der ab 1874 hier erbauten Sollingbahn wurde für einen Fahrweg der Bollertsmühle zu den südlich gelegenen Feldern eine gut erhaltene Gewölbebrücke aus rotem Buntsandstein errichtet. | 33713506 |      |
| Hardegser Straße 51° 38′ 58″ N, 9° 45′ 23″ O | Kirche          | | 33713730 |      |

### Schönhagen

#### Gruppe: Gasthof Amelither Straße 20
Die Gruppe „Gasthof Amelither Straße 20“ hat die ID 33541305.

| Lage                                            | Bezeichnung | Beschreibung | ID       | Bild |
| ----------------------------------------------- | ----------- | ------------ | -------- | ---- |
| Amelither Straße 20 51° 41′ 20″ N, 9° 33′ 31″ O | Gasthof     |              | 33713901 | BW   |
| Amelither Straße 20 51° 41′ 20″ N, 9° 33′ 32″ O | Scheune     |              | 33713937 | BW   |

#### Gruppe: Teufelsmühle
Die Gruppe „Teufelsmühle“ hat die ID 33541318.

| Lage                                   | Bezeichnung | Beschreibung | ID       | Bild |
| -------------------------------------- | ----------- | ------------ | -------- | ---- |
| Teufelsmühle 51° 41′ 6″ N, 9° 34′ 1″ O | Wohnhaus    |              | 33714304 | BW   |
| Teufelsmühle 51° 41′ 7″ N, 9° 34′ 1″ O | Scheune     |              | 33714340 | BW   |
| Teufelsmühle 51° 41′ 6″ N, 9° 34′ 2″ O | Mühle       |              | 33714322 | BW   |
| Teufelsmühle 51° 41′ 7″ N, 9° 34′ 2″ O | Remise      |              | 33714358 | BW   |

#### Einzelbaudenkmale
| Lage                                            | Bezeichnung              | Beschreibung | ID       | Bild |
| ----------------------------------------------- | ------------------------ | --- | -------- | ---- |
| Amelither Straße 21 51° 41′ 15″ N, 9° 33′ 38″ O | Wohnwirtschaftsgebäude   | | 33713955 | BW   |
| Amelither Straße 21 51° 41′ 14″ N, 9° 33′ 37″ O | Stall/Speicher           | | 33713975 | BW   |
| Amelither Straße 33 51° 41′ 16″ N, 9° 33′ 35″ O | Wohn-/Wirtschaftsgebäude | | 33714045 | BW   |
| Amelither Straße 41 51° 41′ 18″ N, 9° 33′ 32″ O | Wohn-/Wirtschaftsgebäude | | 33714097 | BW   |
| Bornstraße 2 51° 41′ 19″ N, 9° 33′ 37″ O        | Kirche                   | Die heutige Kirche wurde von 1827 bis 1831 an der Stelle eines Vorgängerbaues erbaut. Es ist ein klassizistischer Bau mit einem Turm. Die Kirche hat ein Satteldach, der Turm ein Pyramidendach. Der Kirchensaal ist innen durch Emporen in drei Schiffe gegliedert. Die Decke über dem mittleren Schiff ist eine Halbtonne. | 33714183 |      |
| Bornstraße 4 51° 41′ 17″ N, 9° 33′ 35″ O        | Pfarrhaus                | | 33714205 | BW   |
| Unterdorfstraße 23 51° 41′ 22″ N, 9° 33′ 48″ O  | Wohn-/Wirtschaftsgebäude | | 33714440 | BW   |

### Schoningen
Schoningen wird bereits 1220 erwähnt. Das Dorf liegt etwa 3 Kilometer südlich von Uslar. 

#### Gruppe: Ahlemühle Schoningen, Allenbergstraße 13
Die Gruppe „Ahlemühle Schoningen, Allenbergstraße 13“ hat die ID 33537774.

| Lage                                           | Bezeichnung   | Beschreibung | ID       | Bild |
| ---------------------------------------------- | ------------- | ------------ | -------- | ---- |
| Allenbergstraße 13 51° 37′ 53″ N, 9° 39′ 20″ O | Müllerhaus    |              | 33719619 |      |
| Allenbergstraße 13 51° 37′ 53″ N, 9° 39′ 19″ O | Mühlengebäude |              | 33719637 | BW   |
| Allenbergstraße 13 51° 37′ 51″ N, 9° 39′ 20″ O | Scheune       |              | 33719934 | BW   |
| Allenbergstraße 13 51° 37′ 53″ N, 9° 39′ 21″ O | Stall         |              | 33719956 | BW   |
| Allenbergstraße 13 51° 37′ 53″ N, 9° 39′ 21″ O | Backhaus      |              | 33719974 |      |

#### Gruppe: Allenbergstraße 9 und 11
Die Gruppe „Allenbergstraße 9 und 11“ hat die ID 33537761.

| Lage                                           | Bezeichnung              | Beschreibung | ID       | Bild |
| ---------------------------------------------- | ------------------------ | ------------ | -------- | ---- |
| Allenbergstraße 9 51° 37′ 54″ N, 9° 39′ 23″ O  | Wohn-/Wirtschaftsgebäude |              | 33719561 |      |
| Allenbergstraße 11 51° 37′ 54″ N, 9° 39′ 22″ O | Wohn-/Wirtschaftsgebäude |              | 33719583 |      |
| Allenbergstraße 9 51° 37′ 54″ N, 9° 39′ 23″ O  | Backhaus                 |              | 33719601 | BW   |

#### Gruppe: Brunnenstr. 5
Die Gruppe „Brunnenstr. 5“ hat die ID 33537801.

| Lage                                        | Bezeichnung | Beschreibung | ID       | Bild |
| ------------------------------------------- | ----------- | ------------ | -------- | ---- |
| Brunnenstraße 5 51° 37′ 50″ N, 9° 39′ 27″ O | Stall       |              | 33720065 | BW   |
| Brunnenstraße 5 51° 37′ 50″ N, 9° 39′ 25″ O | Wohnhaus    |              | 3720024  | BW   |
| Brunnenstraße 5 51° 37′ 49″ N, 9° 39′ 26″ O | Scheune     |              | 33720047 | BW   |

#### Gruppe: Knickstr. 17
Die Gruppe „Knickstr. 17“ hat die ID 33537828.

| Lage                                       | Bezeichnung              | Beschreibung | ID       | Bild |
| ------------------------------------------ | ------------------------ | ------------ | -------- | ---- |
| Knickstraße 17 51° 37′ 51″ N, 9° 39′ 42″ O | Wohn-/Wirtschaftsgebäude |              | 33720164 | BW   |
| Knickstraße 17 51° 37′ 52″ N, 9° 39′ 42″ O | Scheune                  |              | 33720182 | BW   |
| Knickstraße 17 51° 37′ 52″ N, 9° 39′ 43″ O | Stall                    |              | 33720200 | BW   |

#### Gruppe: Förstergasse 6, 8
Die Gruppe „Förstergasse 6, 8“ hat die ID 33537814.

| Lage                                          | Bezeichnung        | Beschreibung  | ID       | Bild |
| --------------------------------------------- | ------------------ | ------------- | -------- | ---- |
| Förstergasse 6, 8 51° 37′ 49″ N, 9° 39′ 35″ O | Wohnhaus           | Oberförsterei | 33720083 |      |
| Förstergasse 6, 8 51° 37′ 50″ N, 9° 39′ 34″ O | Wirtschaftsgebäude |               | 33720105 |      |

#### Einzelbaudenkmale
| Lage                                      | Bezeichnung              | Beschreibung | ID       | Bild |
| ----------------------------------------- | ------------------------ | --- | -------- | ---- |
| Bachstraße 1 51° 37′ 53″ N, 9° 39′ 34″ O  | Wohn-/Wirtschaftsgebäude | | 33719724 |      |
| Bachstraße 37 51° 37′ 54″ N, 9° 39′ 54″ O | Wohn-/Wirtschaftsgebäude | | 33719840 | BW   |
| Knickstraße 4 51° 37′ 48″ N, 9° 39′ 36″ O | Pfarrkirche              | Die evangelische Kirche wurde von 1729 bis 1739 erbaut. Gestiftet wurde die Kirch von der Familie von Hattorf. Es ist ein Saalbau. Der Ostturm stammt aus dem Jahr 1525. Im Inneren befindet sich ein Kanzelaltar aus dem dritten Drittel des 18. Jahrhunderts. | 33720123 |      |
| Knickstraße 4 51° 37′ 48″ N, 9° 39′ 37″ O | Kirchhof                 | | 33720465 |      |
| Landstraße 41 51° 37′ 56″ N, 9° 39′ 32″ O | Wohn-/Wirtschaftsgebäude | | 3720394  |      |

### Sohlingen

#### Gruppe: Kapelle Sohlingen
Die Gruppe Kapelle Sohlingen hat die ID 33541331

| Lage                                        | Bezeichnung | Beschreibung                                                           | ID       | Bild |
| ------------------------------------------- | ----------- | ---------------------------------------------------------------------- | -------- | ---- |
| Bäckereistraße 2 51° 40′ 17″ N, 9° 36′ 0″ O | Kapelle     |                                                                        | 33714460 |      |
| Bäckereistraße 2 51° 40′ 17″ N, 9° 36′ 0″ O | Wohnhaus    | Es ist die ehemalige Schuile, die sich direkt an der Kapelle befindet. | 33714484 | BW   |

#### Gruppe: Uslarer Straße 15
Die Gruppe Uslarer Straße 15 hat die ID 33541345.

| Lage                                          | Bezeichnung              | Beschreibung | ID       | Bild |
| --------------------------------------------- | ------------------------ | ------------ | -------- | ---- |
| Uslarer Straße 15 51° 40′ 10″ N, 9° 36′ 1″ O  | Remise                   |              | 33714931 | BW   |
| Uslarer Straße 15 51° 40′ 10″ N, 9° 36′ 2″ O  | Stall                    |              | 33714913 | BW   |
| Uslarer Straße 2 A 51° 40′ 10″ N, 9° 36′ 0″ O | Scheune                  |              | 33714895 | BW   |
| Uslarer Straße 15 51° 40′ 9″ N, 9° 36′ 1″ O   | Wohn-/Wirtschaftsgebäude |              | 33714872 | BW   |

#### Einzeldenkmal
| Lage                                        | Bezeichnung              | Beschreibung | ID       | Bild |
| ------------------------------------------- | ------------------------ | ------------ | -------- | ---- |
| Thieplatz 2 51° 40′ 17″ N, 9° 36′ 0″ O      | Wohn-/Wirtschaftsgebäude |              | 33714756 | BW   |
| Uslarer Straße 36 51° 40′ 7″ N, 9° 36′ 1″ O | Wohn-/Wirtschaftsgebäude |              | 33714969 | BW   |

### Uslar

#### Gruppe: Mühle Auschnippe 6/8
Die Gruppe „Mühle Auschnippe 6/8“ hat die ID 33538048.

| Lage                                      | Bezeichnung   | Beschreibung                                      | ID       | Bild |
| ----------------------------------------- | ------------- | ------------------------------------------------- | -------- | ---- |
| Auschnippe 6 51° 39′ 43″ N, 9° 38′ 0″ O   | Wohnhaus      | "Neues" Müllerwohnhaus der ehemaligen Wassermühle | 33720946 | BW   |
| Auschnippe 8 51° 39′ 43″ N, 9° 38′ 0″ O   | Wohnhaus      | Altes Müllerwohnhaus der ehemaligen Wassermühle   | 33726216 | BW   |
| Auschnippe 8A 51° 39′ 43″ N, 9° 37′ 59″ O | Mühlengebäude | Altes Mühlengebäude                               | 33726239 | BW   |
| Auschnippe 8A 51° 39′ 44″ N, 9° 37′ 59″ O | Mühlengebäude | Neues Mühlengebäude                               | 33726284 | BW   |
| Auschnippe 51° 39′ 44″ N, 9° 37′ 58″ O    | Werkstatt     |                                                   | 33726262 | BW   |
| Auschnippe 8 51° 39′ 44″ N, 9° 37′ 59″ O  | Mühlengraben  |                                                   | 33726449 | BW   |

#### Gruppe: Braustraße 6
Die Gruppe „Braustraße 6“ hat die ID 33541227.

| Lage                                    | Bezeichnung | Beschreibung | ID       | Bild |
| --------------------------------------- | ----------- | ------------ | -------- | ---- |
| Braustraße 6 51° 39′ 36″ N, 9° 38′ 9″ O | Wohnhaus    |              | 33721237 |      |
| Braustraße 6 51° 39′ 36″ N, 9° 38′ 9″ O | Durchfahrt  |              | 33726662 | BW   |
| Braustraße 6 51° 39′ 35″ N, 9° 38′ 9″ O | Stall       |              | 33721278 | BW   |
| Braustraße 6 51° 39′ 35″ N, 9° 38′ 9″ O | Remise      |              | 33721296 | BW   |
| Braustraße 6 51° 39′ 35″ N, 9° 38′ 9″ O | Werkstatt   |              | 33721260 | BW   |

#### Gruppe: Braustraße 26
Die Gruppe „Braustraße 26“ hat die ID 33541174.

| Lage                                      | Bezeichnung    | Beschreibung | ID       | Bild |
| ----------------------------------------- | -------------- | ------------ | -------- | ---- |
| Braustraße 26 51° 39′ 36″ N, 9° 38′ 16″ O | Forsthaus      |              | 33721590 |      |
| Braustraße 26 51° 39′ 37″ N, 9° 38′ 16″ O | Einfriedung    |              | 33721613 |      |
| Braustraße 26 51° 39′ 36″ N, 9° 38′ 14″ O | Stallungen     |              | 33721649 | BW   |
| Braustraße 26 51° 39′ 36″ N, 9° 38′ 14″ O | Kutscherhaus   |              | 33721556 | BW   |
| Braustraße 26 51° 39′ 35″ N, 9° 38′ 16″ O | Gartenpavillon |              | 33721631 | BW   |

#### Gruppe: Graftstraße 3, 5
Die Gruppe „Graftstraße 3, 5“ hat die ID 33541216.

| Lage                                     | Bezeichnung | Beschreibung | ID       | Bild |
| ---------------------------------------- | ----------- | ------------ | -------- | ---- |
| Graftstraße 3 51° 39′ 32″ N, 9° 38′ 2″ O | Wohnhaus    |              | 33722298 | BW   |
| Graftstraße 5 51° 39′ 32″ N, 9° 38′ 2″ O | Wohnhaus    |              | 33722339 | BW   |

#### Gruppe: Graftstraße 12
Die Gruppe „Graftstraße 12“ hat die ID 33541227.

| Lage                                      | Bezeichnung        | Beschreibung | ID       | Bild |
| ----------------------------------------- | ------------------ | --- | -------- | ---- |
| Graftstraße 12 51° 39′ 32″ N, 9° 38′ 1″ O | Wohnhaus           | Das Haus wurde im letzten Drittel des 17. Jahrhunderts erbaut. Es ist ein traufständiges, dreigeschossiges Fachwerkhaus. | 33722443 | BW   |
| Graftstraße 12 51° 39′ 33″ N, 9° 38′ 1″ O | Wirtschaftsgebäude | | 33722468 | BW   |
| Graftstraße 12 51° 39′ 33″ N, 9° 38′ 1″ O | Wirtschaftsgebäude | | 33722487 | BW   |
| Graftstraße 12 51° 39′ 34″ N, 9° 38′ 1″ O | Wirtschaftsgebäude | | 33722506 | BW   |
| Graftstraße 12 51° 39′ 33″ N, 9° 38′ 1″ O | Einfriedungsmauer  | | 33722525 | BW   |

#### Gruppe: Graftstr. 18, 20, 22
Die Gruppe „Graftstr. 18, 20, 22“ hat die ID 33541202.

| Lage                                       | Bezeichnung | Beschreibung | ID       | Bild |
| ------------------------------------------ | ----------- | ------------ | -------- | ---- |
| Graftstraße 18 51° 39′ 32″ N, 9° 38′ 0″ O  | Wohnhaus    |              | 33722591 | BW   |
| Graftstraße 20 51° 39′ 32″ N, 9° 37′ 59″ O | Wohnhaus    |              | 33722609 | BW   |
| Graftstraße 22 51° 39′ 32″ N, 9° 37′ 59″ O | Wohnhaus    |              | 33722627 | BW   |

#### Gruppe: Sollinger Unterhütte
Die Gruppe „Sollinger Unterhütte“ hat die ID 33537932.

| Lage                                      | Bezeichnung      | Beschreibung | ID       | Bild |
| ----------------------------------------- | ---------------- | ------------ | -------- | ---- |
| Unterhütte 17 51° 39′ 21″ N, 9° 37′ 41″ O | Wohnhaus         |              | 33725863 | BW   |
| Unterhütte 18 51° 39′ 22″ N, 9° 37′ 42″ O | Wohnhaus         |              | 33725881 | BW   |
| Unterhütte 20 51° 39′ 22″ N, 9° 37′ 43″ O | Wohnhaus         |              | 33725899 | BW   |
| Unterhütte 15 51° 39′ 21″ N, 9° 37′ 42″ O | Inschriftenstein |              | 33725840 |      |

#### Gruppe: Mühlenstr. 4 - 22
Die Gruppe „Mühlenstr. 4 - 22“ hat die ID 33541188.

| Lage                                        | Bezeichnung         | Beschreibung                 | ID       | Bild           |
| ------------------------------------------- | ------------------- | ---------------------------- | -------- | -------------- |
| Mühlenstraße 2 51° 39′ 36″ N, 9° 38′ 4″ O   | Wohnhaus            |                              | 33724422 | Weitere Bilder |
| Mühlenstraße 2 51° 39′ 37″ N, 9° 38′ 4″ O   | Scheune             |                              | 33724444 | BW             |
| Mühlenstraße 4 51° 39′ 36″ N, 9° 38′ 3″ O   | Wohn-/Geschäftshaus |                              | 33724478 | Weitere Bilder |
| Mühlenstraße 6 51° 39′ 36″ N, 9° 38′ 3″ O   | Wohnhaus            |                              | 33724512 | Weitere Bilder |
| Mühlenstraße 6 51° 39′ 37″ N, 9° 38′ 3″ O   | Wirtschaftsgebäude  | rückwärtiges Wirtschaftsgeb. | 33722721 | BW             |
| Mühlenstraße 8 51° 39′ 36″ N, 9° 38′ 2″ O   | Wohnhaus            |                              | 33724546 | BW             |
| Mühlenstraße 10 51° 39′ 36″ N, 9° 38′ 2″ O  | Wohnhaus            |                              | 33724579 | Weitere Bilder |
| Mühlenstraße 10 51° 39′ 37″ N, 9° 38′ 2″ O  | Scheune             |                              | 33724601 | BW             |
| Mühlenstraße 10 51° 39′ 37″ N, 9° 38′ 2″ O  | Nebengebäude        |                              | 33724637 | BW             |
| Mühlenstraße 12 51° 39′ 36″ N, 9° 38′ 1″ O  | Wohnhaus            |                              | 33724671 | Weitere Bilder |
| Mühlenstraße 14 51° 39′ 36″ N, 9° 38′ 0″ O  | Wohnhaus            |                              | 33724705 | Weitere Bilder |
| Mühlenstraße 16 51° 39′ 36″ N, 9° 38′ 0″ O  | Wohnhaus            |                              | 33724739 | Weitere Bilder |
| Mühlenstraße 18 51° 39′ 36″ N, 9° 37′ 59″ O | Wohnhaus            |                              | 33724773 | Weitere Bilder |
| Mühlenstraße 20 51° 39′ 36″ N, 9° 37′ 59″ O | Wohnhaus            |                              | 33724810 | Weitere Bilder |
| Mühlenstraße 22 51° 39′ 36″ N, 9° 37′ 58″ O | Wohnhaus            |                              | 33724828 | BW             |

#### Gruppe: Mühlentor 4, 6, 8
Die Gruppe „Mühlentor 4, 6, 8“ hat die ID 33541255.

| Lage                                      | Bezeichnung        | Beschreibung | ID       | Bild |
| ----------------------------------------- | ------------------ | --- | -------- | ---- |
| Mühlentor 4 51° 39′ 29″ N, 9° 38′ 2″ O    | Wohnhaus           | Ehemaliger Sattelhof der Familie von Hattorf. Fachwerkgebäude von 1677 (Haupthaus), 1700 und 1752. Erdgeschoss des Hauptgebäudes Anfang 9. Jahrhundert erneuert, heute Museum. | 33724968 |      |
| Mühlentor 6, 8 51° 39′ 29″ N, 9° 38′ 1″ O | Wohnhaus           | | 33724993 | BW   |
| Mühlentor 6 51° 39′ 28″ N, 9° 38′ 3″ O    | Wirtschaftsgebäude | | 33725031 | BW   |
| Mühlentor 6 51° 39′ 28″ N, 9° 38′ 2″ O    | Nebengebäude       | | 33725012 | BW   |

#### Gruppe: Ehemaliger Amtshof Uslar
Die Gruppe „Ehemaliger Amtshof Uslar“ hat die ID 33541133.

| Lage                                     | Bezeichnung         | Beschreibung | ID       | Bild           |
| ---------------------------------------- | ------------------- | --- | -------- | -------------- |
| 51° 39′ 30″ N, 9° 37′ 55″ O              | Schloss Freudenthal | Sockelgeschoss des ehemaligen Renaissanceschlosses, erbaut ab 1559 durch Herzog Erich II., 1612 durch Blitzschlag zerstört und nicht wieder aufgebaut. Nord-, Süd- und Westseite des Untergeschosses aus behauenen Sandsteinquadern mit hexagonalen Ecktürmen an der Westseite teilweise erhalten, heute parkähnliche Nutzung. | 33722069 | Weitere Bilder |
| Graftplatz 3 51° 39′ 30″ N, 9° 37′ 57″ O | Amtsgericht         | Erbaut 1888/89 auf dem ehemaligen Ostflügel des Schlosses Freudenthal, Architekt: Bauinspektor Köppen | 33722115 |                |
| Graftplatz 4 51° 39′ 30″ N, 9° 37′ 57″ O | Wohnhaus            | Ehemaliges Gefängnis des Amtshofs, heute Stadtarchiv. Erbaut auf einen Teil des Kellergewölbes des Schlosses Freudenthal, Erdgeschoss als Back- und Brauhaus genutzt, Fachwerk-Obergeschoss um 1800 als Gefängnis eingerichtet.                                                                                                | 33722138 |                |
| Graftplatz 4 51° 39′ 28″ N, 9° 37′ 57″ O | Kellersockel        | | 33722160 | BW             |
| Graftplatz 5 51° 39′ 29″ N, 9° 37′ 58″ O | Landratsamt         | Amtshaus 1734 umgestaltet unter Einbeziehung älterer Bauteile, unter anderem wohl noch aus der Burg | 33722232 |                |
| Graftplatz 5 51° 39′ 28″ N, 9° 37′ 58″ O | Einfriedung         | | 33722184 | BW             |
| Amtsweg 51° 39′ 27″ N, 9° 37′ 55″ O      | Scheune             | Ehemalige Scheune, erbaut 1750 für das Amt Uslar (Vorgänger des Kreises Uslar) | 33720710 |                |

#### Gruppe: Stadtbefestigung Uslar
Die Gruppe „Stadtbefestigung Uslar“ hat die ID 33541241.

| Lage                                    | Bezeichnung       | Beschreibung | ID       | Bild |
| --------------------------------------- | ----------------- | ------------ | -------- | ---- |
| Mauerstraße 51° 39′ 28″ N, 9° 38′ 9″ O  | Stadtmauer        |              | 33724234 |      |
| Mauerstraße 51° 39′ 31″ N, 9° 38′ 15″ O | Gartenhaus        |              | 33724255 | BW   |
| Mauerstraße 51° 39′ 28″ N, 9° 38′ 8″ O  | Garteneinfriedung |              | 33724216 | BW   |

#### Gruppe: Bahnhofstraße 3
Die Gruppe „Bahnhofstraße 3“ hat die ID 33541147.

| Lage                                        | Bezeichnung  | Beschreibung | ID       | Bild |
| ------------------------------------------- | ------------ | ------------ | -------- | ---- |
| Bahnhofstraße 1 51° 39′ 32″ N, 9° 38′ 26″ O | Villa        |              | 33721082 | BW   |
| Bahnhofstraße 3 51° 39′ 31″ N, 9° 38′ 27″ O | Garten       |              | 33721181 | BW   |
| Bahnhofstraße 3 51° 39′ 32″ N, 9° 38′ 26″ O | Villa        |              | 33721121 | BW   |
| Bahnhofstraße 3 51° 39′ 32″ N, 9° 38′ 27″ O | Nebengebäude |              | 33721162 | BW   |
| Bahnhofstraße 3 51° 39′ 31″ N, 9° 38′ 26″ O | Gartenhaus   |              | 33721144 | BW   |

#### Gruppe: Pastorenstraße
Die Gruppe „Pastorenstraße“ hat die ID 33537907.

| Lage                                          | Bezeichnung | Beschreibung | ID       | Bild           |
| --------------------------------------------- | ----------- | ------------ | -------- | -------------- |
| Pastorenstraße 1 51° 39′ 33″ N, 9° 37′ 58″ O  | Wohnhaus    |              | 33725298 | Weitere Bilder |
| Pastorenstraße 3 51° 39′ 33″ N, 9° 37′ 58″ O  | Wohnhäuser  |              | 33725339 |                |
| Pastorenstraße 4 51° 39′ 33″ N, 9° 37′ 59″ O  | Wohnhaus    |              | 33725357 |                |
| Pastorenstraße 5 51° 39′ 33″ N, 9° 37′ 58″ O  | Wohnhäuser  |              | 33725375 |                |
| Pastorenstraße 6 51° 39′ 33″ N, 9° 37′ 59″ O  | Wohnhaus    |              | 33725393 |                |
| Pastorenstraße 7 51° 39′ 34″ N, 9° 37′ 58″ O  | Wohnhaus    |              | 33725412 |                |
| Pastorenstraße 8 51° 39′ 34″ N, 9° 37′ 59″ O  | Wohnhaus    |              | 33726157 | Weitere Bilder |
| Pastorenstraße 10 51° 39′ 34″ N, 9° 37′ 59″ O | Wohnhaus    |              | 33725468 | Weitere Bilder |
| Pastorenstraße 12 51° 39′ 34″ N, 9° 37′ 59″ O | Wohnhaus    |              | 33725520 | Weitere Bilder |
| Pastorenstraße 14 51° 39′ 34″ N, 9° 37′ 59″ O | Wohnhaus    |              | 33725554 |                |
| Pastorenstraße 16 51° 39′ 35″ N, 9° 37′ 59″ O | Wohnhaus    |              | 33725592 | Weitere Bilder |
| Pastorenstraße 18 51° 39′ 35″ N, 9° 37′ 59″ O | Wohnhaus    |              | 33725626 | Weitere Bilder |

#### Gruppe: Eisenbahnbrücke Alleestraße
Die Gruppe „Eisenbahnbrücke Alleestraße“ hat die ID 33541119.

| Lage                                    | Bezeichnung     | Beschreibung | ID       | Bild |
| --------------------------------------- | --------------- | --- | -------- | ---- |
| Alleestraße 51° 39′ 20″ N, 9° 37′ 50″ O | Eisenbahnbrücke | Betonbogenbrücke mit Sandsteinbekleidung, errichtet 1925 für die Nebenlinie der Sollingbahn von Uslar nach Schönhagen | 33720547 |      |
| Alleestraße 51° 39′ 20″ N, 9° 37′ 50″ O | Durchlass       | Wasserlauf Martinsbach                                                                                                | 33724165 | BW   |
| Alleestraße 51° 39′ 20″ N, 9° 37′ 50″ O | Brücke          | Wegbrücke über Martinsbach                                                                                            | 33720528 | BW   |

#### Einzelbaudenkmale
| Lage                                            | Bezeichnung              | Beschreibung | ID       | Bild           |
| ----------------------------------------------- | ------------------------ | --- | -------- | -------------- |
| Alleestraße 2 51° 39′ 28″ N, 9° 38′ 2″ O        | Gartenhaus               | | 33720571 | BW             |
| Alleestraße 12 51° 39′ 22″ N, 9° 37′ 54″ O      | Wohnhaus                 | Das Haus wurde in der Mitte des 19. Jahrhunderts erbaut. Hier wohnten der Obervogt Schauff und der Chirurg Oskar Zeller.                                                                                          | 33720626 |                |
| An der Eisenbahn 51° 39′ 16″ N, 9° 39′ 19″ O    | Empfangsgebäude          | Bahnhof Uslar | 33720733 |                |
| Auschnippe 51° 39′ 41″ N, 9° 38′ 6″ O           | Kapelle                  | Friedhof | 33720797 |                |
| Auschnippe 51° 39′ 43″ N, 9° 38′ 5″ O           | Grabstelle               | Friedhof, Grabstelle Otto Lutz | 33720842 | BW             |
| Auschnippe 51° 39′ 43″ N, 9° 38′ 5″ O           | Gedenksäule              | Marg. Doroth. Friedrich | 33720818 |                |
| Auschnippe 51° 39′ 41″ N, 9° 38′ 4″ O           | Kriegermahnmal           | Friedhof, Kriegerd. 1914/18 | 33720776 |                |
| Auschnippe 51° 39′ 41″ N, 9° 38′ 6″ O           | Kriegermahnmal           | Friedhof, Kriegerd. 1870/71 | 33720755 |                |
| Auschnippe 2 51° 39′ 42″ N, 9° 38′ 3″ O         | Wohnhaus                 | | 33720911 |                |
| Auschnippe 52 51° 39′ 55″ N, 9° 37′ 22″ O       | Sollinger Oberhütte      | | 33721005 | BW             |
| Bahnhofstraße 10 51° 39′ 29″ N, 9° 38′ 25″ O    | Schule                   | | 33721200 | BW             |
| Braustraße 24 51° 39′ 36″ N, 9° 38′ 14″ O       | Wohnhaus                 | | 3721538  | BW             |
| Forstgasse 51° 39′ 36″ N, 9° 38′ 17″ O          | Grünanlage               | | 33721953 | BW             |
| Graftplatz 51° 39′ 30″ N, 9° 38′ 0″ O           | Stadtkirche St. Johannis | Der Westturm ist aus dem 13. Jahrhundert, das neugotische Kirchenschiff wurde 1842–44 nach Plänen von Laves als Hallenkirche erbaut. Der Chorraum spätgotisch, etwa 1428–1470.                                    | 33722046 |                |
| Graftplatz 1 51° 39′ 32″ N, 9° 37′ 58″ O        | Wohnhaus                 | Wohnhaus in straßenbildprägender Ecksituation, in der ersten Hälfte des 19. Jahrhunderts als Massivbau in klassizistischer Prägung errichtet, ursprünglich fünfachsig, später im Westen um drei Achsen erweitert. | 33722094 |                |
| Graftstraße 1 51° 39′ 32″ N, 9° 38′ 3″ O        | Wohn-/Wirtschaftsgebäude | | 33722254 | BW             |
| Graftstraße 2 51° 39′ 33″ N, 9° 38′ 5″ O        | Wohn-/Geschäftshaus      | | 33722276 | BW             |
| Graftstraße 4 51° 39′ 33″ N, 9° 38′ 4″ O        | Wohnhaus                 | | 33722318 | BW             |
| Graftstraße 7 51° 39′ 31″ N, 9° 38′ 1″ O        | Schule                   | Erbaut 1889 (bezogen 1890) als Bürgerschule, heute Rathaus. Die ursprünglichen Fassadengiebel wurden in jüngerer Zeit entfernt                                                                                    | 33722390 |                |
| Kreisstraße K 444 51° 38′ 35″ N, 9° 38′ 25″ O   | Eisenbahnbrücke          | Brücke aus Sandsteinquadern, die für die Sollingbahn mit drei weiten Halbkreisbögen das Tal der Ahle und die Kreisstraße überspannt                                                                               | 33726135 |                |
| Kreuzstraße 2 51° 39′ 33″ N, 9° 37′ 58″ O       | Wohnhaus                 | | 33722807 | BW             |
| Lange Straße 1 51° 39′ 32″ N, 9° 38′ 4″ O       | Rathaus                  | Fachwerkgebäude an städtebaulich herausragender Stelle, inschriftlich datiert 1476. Im Keller frühgotische Reste eines Vorgängerbaus.                                                                             | 33723050 |                |
| Lange Straße 6 51° 39′ 31″ N, 9° 38′ 5″ O       | Wohn-/Geschäftshaus      | | 33723141 | BW             |
| Lange Straße 12 51° 39′ 32″ N, 9° 38′ 6″ O      | Gaststätte               | straßenseitiges Gebäude | 38292574 |                |
| Lange Straße 12 51° 39′ 31″ N, 9° 38′ 7″ O      | Gaststätte               | Rückgebäude | 38292616 |                |
| Lange Straße 16 51° 39′ 32″ N, 9° 38′ 7″ O      | Wohn-/Geschäftshaus      | | 33723365 | BW             |
| Lange Straße 18 51° 39′ 32″ N, 9° 38′ 8″ O      | Wohnhaus                 | | 33723401 |                |
| Lange Straße 29 51° 39′ 34″ N, 9° 38′ 12″ O     | Wohnhaus                 | | 33723601 |                |
| Lange Straße 31 51° 39′ 34″ N, 9° 38′ 12″ O     | Wohnhaus                 | | 33723621 |                |
| Lange Straße 37 51° 39′ 34″ N, 9° 38′ 14″ O     | Wohnhaus                 | | 33723689 |                |
| Lange Straße 40 51° 39′ 33″ N, 9° 38′ 13″ O     | Wohnhaus                 | Das Haus wurde 1629 erbaut. Es ist ein traufständiges, dreigeschossiges Fachwerkhaus. | 33723789 | BW             |
| Lange Straße 44 51° 39′ 33″ N, 9° 38′ 14″ O     | Wohnhaus                 | | 33723825 |                |
| Lange Straße 45 51° 39′ 34″ N, 9° 38′ 16″ O     | Wohnhaus                 | | 33723845 | BW             |
| Lange Straße 50 51° 39′ 33″ N, 9° 38′ 15″ O     | Wohnhaus                 | | 33723912 |                |
| Lange Straße 53 51° 39′ 34″ N, 9° 38′ 20″ O     | Wohnhaus                 | | 33723980 |                |
| Lange Straße 53 51° 39′ 34″ N, 9° 38′ 21″ O     | Durchfahrt               | | 33726684 |                |
| Mühlenstraße 19 51° 39′ 35″ N, 9° 37′ 59″ O     | Wohnhaus                 | | 33724791 | BW             |
| Mühlenstraße 32 51° 39′ 36″ N, 9° 37′ 58″ O     | Wohnhaus                 | | 33724910 | Weitere Bilder |
| Mühlentor 1 51° 39′ 29″ N, 9° 38′ 2″ O          | Wohn-/Wirtschaftsgebäude | | 33724946 |                |
| Neustädter Platz 21 51° 39′ 38″ N, 9° 38′ 21″ O | Wohnhaus                 | | 33725214 |                |
| Rosenstraße 19 51° 39′ 33″ N, 9° 38′ 29″ O      | Wohnhaus                 | | 33725712 | BW             |
| Stiftstraße 1 51° 39′ 39″ N, 9° 38′ 18″ O       | Wohnhaus                 | | 33725767 |                |
| Stiftstraße 10 51° 39′ 42″ N, 9° 38′ 22″ O      | Villa                    | | 33725803 |                |

### Vahle

#### Gruppe: Ortskern Vahle
Die Gruppe „Ortskern Vahle“ hat die ID 33537855.

| Lage                                           | Bezeichnung              | Beschreibung | ID       | Bild |
| ---------------------------------------------- | ------------------------ | --- | -------- | ---- |
| Steinbergstraße 9 51° 40′ 24″ N, 9° 39′ 30″ O  | Wohn-/Wirtschaftsgebäude | | 33727138 | BW   |
| Steinbergstraße 11 51° 40′ 25″ N, 9° 39′ 34″ O | Wohnhaus                 | Das Wohnhaus wurde 1896 erbaut.                                                                                         | 33727177 | BW   |
| Steinbergstraße 11 51° 40′ 26″ N, 9° 39′ 33″ O | Wohn-/Wirtschaftsgebäude | | 33727774 | BW   |
| Steinbergstraße 13 51° 40′ 25″ N, 9° 39′ 34″ O | Kapelle                  | Die Kapelle ist ein Fachwerkbau mit einem Walmdach. Auf dem First des Daches befindet sich ein sechseckiger Dachreiter. | 33727254 |      |
| Steinbergstraße 15 51° 40′ 26″ N, 9° 39′ 35″ O | Wohnhaus                 | Das Wohnhaus wurde 1896 erbaut.                                                                                         | 33727357 | BW   |

#### Einzelbaudenkmale
| Lage                                           | Bezeichnung              | Beschreibung | ID       | Bild |
| ---------------------------------------------- | ------------------------ | --- | -------- | ---- |
| Steinbergstraße 10 51° 40′ 25″ N, 9° 39′ 35″ O | Wohn-/Wirtschaftsgebäude | | 33727088 |      |
| Steinbergstraße 18 51° 40′ 28″ N, 9° 39′ 43″ O | Wohn-/Wirtschaftsgebäude | Das Fachwerkhaus wurde 1868 erbaut. Das Haus ist fast baugleich mit dem Haus Unterstraße 11. | 38143389 |      |
| Oberstraße 1 51° 40′ 30″ N, 9° 39′ 40″ O       | Wohnhaus                 | Das Haus wurde in der ersten Hälfte des 18. Jahrhunderts erbaut. | 33727005 |      |
| 51° 41′ 40″ N, 9° 41′ 17″ O                    | Ruine                    | Die Ruine eines Wartturmes liegt nördlich von Vahle. Es steht der Grundriss bis zu einer Höhe von 1,5 Meter und einem Quadrat von 5 Meter. Der Turm wurde erbaut zur Sicherung der Wege nach Einbeck und Northeim. | 33726875 | BW   |

### Verliehausen

#### Gruppe: Weserstr. 11, 13
Die Gruppe „Weserstr. 11, 13“ hat die ID 33537869.

| Lage                                      | Bezeichnung              | Beschreibung | ID       | Bild |
| ----------------------------------------- | ------------------------ | ------------ | -------- | ---- |
| Weserstraße 11 51° 36′ 45″ N, 9° 40′ 8″ O | Wohn-/Wirtschaftsgebäude |              | 33715409 |      |
| Weserstraße 13 51° 36′ 45″ N, 9° 40′ 6″ O | Wohn-/Wirtschaftsgebäude |              | 33715431 | BW   |
| Weserstraße 15 51° 36′ 46″ N, 9° 40′ 5″ O | Wohn-/Wirtschaftsgebäude |              | 33715507 | BW   |

#### Einzelbaudenkmale
| Lage                                            | Bezeichnung              | Beschreibung                                                                                                 | ID       | Bild |
| ----------------------------------------------- | ------------------------ | --- | -------- | ---- |
| Kreisstraße 443 51° 37′ 5″ N, 9° 39′ 24″ O      | Eisenbahnbrücke          | Die Eisenbahnbrücke wurde um 1910 erbaut. Damals wurde die Bahnstrecke von Göttingen nach Bodenfelde erbaut. | 33715126 |      |
| Kreisstraße 443 51° 37′ 9″ N, 9° 39′ 27″ O      | Schwülme-Brücke          | Werksteinbrücke, erbaut 1896                                                                                 | 33715147 |      |
| Offenser Straße 5 51° 36′ 48″ N, 9° 40′ 12″ O   | Wohnhaus                 | | 33715184 |      |
| Weserstraße 51° 36′ 49″ N, 9° 40′ 7″ O          | Kapelle                  | | 33715374 |      |
| Weserstraße 21 51° 36′ 47″ N, 9° 40′ 3″ O       | Wohn-/Wirtschaftsgebäude | | 33715527 |      |
| Weserstraße 39 / 45 51° 36′ 58″ N, 9° 39′ 37″ O | Bahnhof Verliehausen     | Mit dem Bau der Bahnstrecke von Göttingen nach Bodenfelde erhielt Verliehausen auch einen Bahnhof.           | 33715547 |      |

### Volpriehausen

#### Gruppe: Bollertstr. 24–30 Wohnbauten Kaliwerk
Die Gruppe Bollertstr. 24–30 Wohnbauten Kaliwerk hat die ID 33537882.

| Lage                                         | Bezeichnung | Beschreibung | ID       | Bild |
| -------------------------------------------- | ----------- | --- | -------- | ---- |
| Bollertstraße 24 51° 39′ 50″ N, 9° 44′ 48″ O | Wohnhaus    | Erbaut Anfang 20. Jahrhundert, Nr. 24/26 ist ein ehemaliges Wohngebäude für ledige Arbeiter des Kalischachtes Volpriehausen | 33715604 | BW   |
| Bollertstraße 26 51° 39′ 50″ N, 9° 44′ 49″ O | Wohnhaus    | Erbaut Anfang 20. Jahrhundert, Nr. 24/26 ist ein ehemaliges Wohngebäude für ledige Arbeiter des Kalischachtes Volpriehausen | 33716899 | BW   |
| Bollertstraße 28 51° 39′ 50″ N, 9° 44′ 50″ O | Wohnhaus    | Erbaut Anfang 20. Jahrhundert, Nr. 28/30 das ehemalige Steigerhaus                                                          | 33715624 | BW   |
| Bollertstraße 30 51° 39′ 50″ N, 9° 44′ 51″ O | Wohnhaus    | Erbaut Anfang 20. Jahrhundert, Nr. 28/30 das ehemalige Steigerhaus                                                          | 33716919 | BW   |

#### Gruppe: Bollertsmühle
Die Gruppe Bollertsmühle hat die ID 33537747.

| Lage                                         | Bezeichnung              | Beschreibung                                                     | ID       | Bild |
| -------------------------------------------- | ------------------------ | ---------------------------------------------------------------- | -------- | ---- |
| Bollertstraße 43 51° 39′ 35″ N, 9° 45′ 27″ O | Wohnhaus                 | Altenteil des Ensembles der zu Schlarpe gehörenden Bollertsmühle | 33713706 |      |
| Bollertstraße 1 51° 39′ 34″ N, 9° 45′ 28″ O  | Wohn-/Mühlengebäude      |                                                                  | 33713589 | BW   |
| Bollertstraße 1 51° 39′ 34″ N, 9° 45′ 28″ O  | Wohn-/Wirtschaftsgebäude |                                                                  | 3713609  | BW   |
| Bollertstraße 1 51° 39′ 33″ N, 9° 45′ 29″ O  | Remisengebäude           |                                                                  | 33713632 | BW   |

#### Gruppe: Schäferei 15, 17/Wahlbergstr. 5
Die Gruppe Schäferei 15, 17/Wahlbergstr. 5 hat die ID 33537893.

| Lage                                        | Bezeichnung              | Beschreibung | ID       | Bild |
| ------------------------------------------- | ------------------------ | ------------ | -------- | ---- |
| Schäferei 15 51° 40′ 2″ N, 9° 44′ 21″ O     | Wohn-/Wirtschaftsgebäude |              | 33716248 | BW   |
| Schäferei 17 51° 40′ 2″ N, 9° 44′ 20″ O     | Wohn-/Wirtschaftsgebäude |              | 33716098 | BW   |
| Schäferei 17 51° 40′ 2″ N, 9° 44′ 22″ O     | Torhaus                  |              | 33716138 | BW   |
| Wahlbergstraße 5 51° 40′ 3″ N, 9° 44′ 22″ O | Wohn-/Wirtschaftsgebäude |              | 33716226 | BW   |

#### Einzeldenkmale
| Lage                                              | Bezeichnung      | Beschreibung | ID       | Bild           |
| ------------------------------------------------- | ---------------- | --- | -------- | -------------- |
| 51° 39′ 31″ N, 9° 45′ 23″ O                       | Eisenbahnbrücke  | | 33713506 |                |
| Schachtstraße 51° 39′ 39″ N, 9° 44′ 39″ O         | Eisenbahnbrücke  | Dreibogige Brücke über die Sollingbahn (EU km 42,482 DB-Strecke 2975) | 33715866 |                |
| Industriestraße 6 51° 39′ 40″ N, 9° 45′ 1″ O      | Toranlage        | | 33716939 | BW             |
| Raiffeisenstraße 5 51° 39′ 56″ N, 9° 44′ 20″ O    | Schule           | Schulgebäude, erbaut 1904 bis 1906 | 33715846 |                |
| Schachtstraße 9 51° 39′ 47″ N, 9° 44′ 43″ O       | Wohnhaus         | Ehemalige Direktorenvilla des Kalischachtes, erbaut 1905 nach Plänen der Architekten Fastje und Schaumann, Hannover.                                                                                              | 33715905 |                |
| Delliehäuser Straße 13 51° 40′ 0″ N, 9° 44′ 25″ O | Pfarrkirche      | 1839/40 erbaute Fachwerkkirche auf rechteckigem Grundriss mit dachreiterartigem Westturm. Zwei Seiten sind schieferbehängt. Im Innenraum eine Kanzelaltarwand und eine dreiseitig umlaufende Empore auf Pfeilern. | 33715692 | Weitere Bilder |
| Volperstraße 51° 39′ 50″ N, 9° 44′ 25″ O          | Bergmann-Denkmal | Skulptur eines Bergmannes aus Sollingsandstein. Angeregt 1943 von Architekt Katzmann, künstlerisch ausgeführt 1945 durch Erich Schmidt-Kestner, aufgestellt 1974                                                  | 33716206 |                |

### Wiensen

#### Gruppe: Bodenfelder Str. 7
Die Gruppe „Bodenfelder Str. 7“ hat die ID 33541359.

| Lage                                             | Bezeichnung     | Beschreibung | ID       | Bild |
| ------------------------------------------------ | --------------- | ------------ | -------- | ---- |
| Bodenfelder Straße 7 51° 38′ 43″ N, 9° 37′ 48″ O | Wohnhaus        |              | 33716342 | BW   |
| Bodenfelder Straße 7 51° 38′ 42″ N, 9° 37′ 12″ O | Altenteilerhaus |              | 33716302 | BW   |

#### Gruppe: Ehemalige Domäne Steimke
Die Gruppe „Ehemalige Domäne Steimke“ hat die ID 33541372.

| Lage                                          | Bezeichnung              | Beschreibung                                                                                       | ID       | Bild |
| --------------------------------------------- | ------------------------ | -------------------------------------------------------------------------------------------------- | -------- | ---- |
| Steimke 1, 1A, 1B 51° 38′ 24″ N, 9° 38′ 25″ O | Wohnhaus                 | Das Vorwerk Steimke wurde erstmals 1437 urkundlich erwähnt, es gehörte zum Amtshaushalt von Uslar. | 33716550 | BW   |
| Steimke 1, 1A, 1B 51° 38′ 25″ N, 9° 38′ 24″ O | Wohn-/Wirtschaftsgebäude | | 33716635 | BW   |
| Steimke 1, 1A, 1B 51° 38′ 26″ N, 9° 38′ 28″ O | Scheune                  | | 33716574 | BW   |
| Steimke 1, 1A, 1B 51° 38′ 25″ N, 9° 38′ 28″ O | Wohnhaus                 | | 33716597 | BW   |
| Steimke 1, 1A, 1B 51° 38′ 23″ N, 9° 38′ 27″ O | Wirtschaftsgebäude       | | 33716616 | BW   |

#### Gruppe: Kapelle zur Clus
Die Gruppe „Kapelle zur Clus“ hat die ID 33541475.

| Lage                                  | Bezeichnung       | Beschreibung | ID       | Bild |
| ------------------------------------- | ----------------- | --- | -------- | ---- |
| Tappenberg 51° 39′ 2″ N, 9° 37′ 34″ O | Kapelle           | Die Cluskapelle befindet sich nördlich des Ortes auf dem Gebiet des Friedhofes von Wiensen. Vor dem Bau der Kapelle stand hier ein Holzhaus welches Clus genannt wurde. Erbaut wurde die St. Annenkapelle 1372 von der Familie von Wintzingerode. | 33716724 |      |
| Tappenberg 51° 39′ 2″ N, 9° 37′ 32″ O | Einfriedungsmauer | | 33716704 |      |

#### Einzeldenkmale
| Lage                                              | Bezeichnung              | Beschreibung                                                                                     | ID       | Bild |
| ------------------------------------------------- | ------------------------ | ------------------------------------------------------------------------------------------------ | -------- | ---- |
| Bodenfelder Straße 36 51° 38′ 44″ N, 9° 37′ 16″ O | Wohnhaus                 |                                                                                                  | 33716395 | BW   |
| Bodenfelder Straße 40 51° 38′ 47″ N, 9° 37′ 20″ O | Wohn-/Wirtschaftsgebäude |                                                                                                  | 33716446 | BW   |
| Schoninger Straße 3 51° 38′ 45″ N, 9° 37′ 24″ O   | Wohnhaus                 | Das Wohnhaus wurde in der ersten Hälfte des 18. Jahrhunderts erbaut.                             | 33716514 | BW   |
| Thiestraße 51° 38′ 46″ N, 9° 37′ 15″ O            | Kapelle                  |                                                                                                  | 33716767 |      |
| 51° 38′ 35″ N, 9° 38′ 24″ O                       | Eisenbahnbrücke          | Die Eisenbahnbrücke überquert die K 444 und die Ahle. Erbaut wurde die Brücke von 1874 bis 1876. | 33726135 |      |

## Ehemalige Baudenkmale
| Lage                                                   | Bezeichnung              | Beschreibung | ID | Bild |
| ------------------------------------------------------ | ------------------------ | --- | -- | --- |
| Bollensen Liethstraße 1 51° 39′ 14″ N, 9° 40′ 49″ O    | Wohn-/Wirtschaftsgebäude | |    | [[Vorlage:Bilderwunsch/code!/C:51.65376,9.6802!/D:Bollensen Liethstraße 1, Wohn-/Wirtschaftsgebäude!/\|BW]]       |
| Uslar Försterweg 6 51° 40′ 5″ N, 9° 37′ 33″ O          | Ehemaliges Forsthaus     | |    | [[Vorlage:Bilderwunsch/code!/C:51.66803,9.625755!/D:Uslar Försterweg 6, Ehemaliges Forsthaus!/\|BW]]              |
| Uslar Lange Straße 7 51° 39′ 33″ N, 9° 38′ 7″ O        | Wohnhaus                 | |    | [[Vorlage:Bilderwunsch/code!/C:51.659163,9.635192!/D:Uslar Lange Straße 7, Wohnhaus!/\|BW]]                       |
| Uslar Lange Straße 9 51° 39′ 33″ N, 9° 38′ 7″ O        | Wohnhaus                 | |    | [[Vorlage:Bilderwunsch/code!/C:51.659216,9.635374!/D:Uslar Lange Straße 9, Wohnhaus!/\|BW]]                       |
| Uslar Lange Straße 11 51° 39′ 33″ N, 9° 38′ 8″ O       | Wohnhaus                 | |    | [[Vorlage:Bilderwunsch/code!/C:51.659246,9.635616!/D:Uslar Lange Straße 11, Wohnhaus!/\|BW]]                      |
| Uslar Lange Straße 48 51° 39′ 33″ N, 9° 38′ 15″ O      | Wohnhaus                 | |    | [[Vorlage:Bilderwunsch/code!/C:51.65928,9.63747!/D:Uslar Lange Straße 48, Wohnhaus!/\|BW]]                        |
| Uslar Reitliehausen 51° 39′ 42″ N, 9° 37′ 3″ O         | Gut                      | |    | [[Vorlage:Bilderwunsch/code!/C:51.661667,9.617404!/D:Uslar Reitliehausen, Gut!/\|BW]]                             |
| Uslar Eichholz 51° 39′ 1″ N, 9° 37′ 59″ O              | Kreuzstein               | |    | [[Vorlage:Bilderwunsch/code!/C:51.65032,9.63301!/D:Uslar Eichholz, Kreuzstein!/\|BW]]                             |
| Wiensen, Tappenberg 51° 39′ 2″ N, 9° 37′ 34″ O         | Friedhof                 | |    | BW |
| Wiensen, Tappenberg 51° 39′ 1″ N, 9° 37′ 34″ O         | Erbbegräbnis             | |    | |
| Dinkelhausen Bergstraße 15 51° 39′ 57″ N, 9° 40′ 41″ O | Wohn-/Wirtschaftsgebäude | |    | [[Vorlage:Bilderwunsch/code!/C:51.665775,9.678066!/D:Dinkelhausen Bergstraße 15, Wohn-/Wirtschaftsgebäude!/\|BW]] |
| Dinkelhausen Hohlweg 4 51° 39′ 52″ N, 9° 40′ 47″ O     | Wohnhaus                 | |    | [[Vorlage:Bilderwunsch/code!/C:51.664414,9.67963!/D:Dinkelhausen Hohlweg 4, Wohnhaus!/\|BW]]                      |
| Dinkelhausen Malliehagen 51° 40′ 6″ N, 9° 41′ 57″ O    | Kirchenruine Malliehagen | Malliehagen wurde erstmals 1318 urkundlich erwähnt, 1596 galt der Ort als wüst. Von dem Ort ist noch die Ruine der Kirche vorhanden, von der neben den Grundmauern noch ein großer Teil der Westmauer existiert. |    | |